# Brama brama
Grande castagnole
Espèce
La Grande castagnole (Brama brama) est une espèce de poissons scombriformes qui se rencontre dans l'Atlantique, l'océan Indien et le sud du Pacifique. Elle mesure à l'âge adulte entre quarante centimètres et un mètre. On la trouve également en Méditerranée, où il y a une dizaine d'années, à l'époque où la pêche n'était pas aussi réglementée, les pêcheurs de thon et d'espadon en attrapaient beaucoup. 

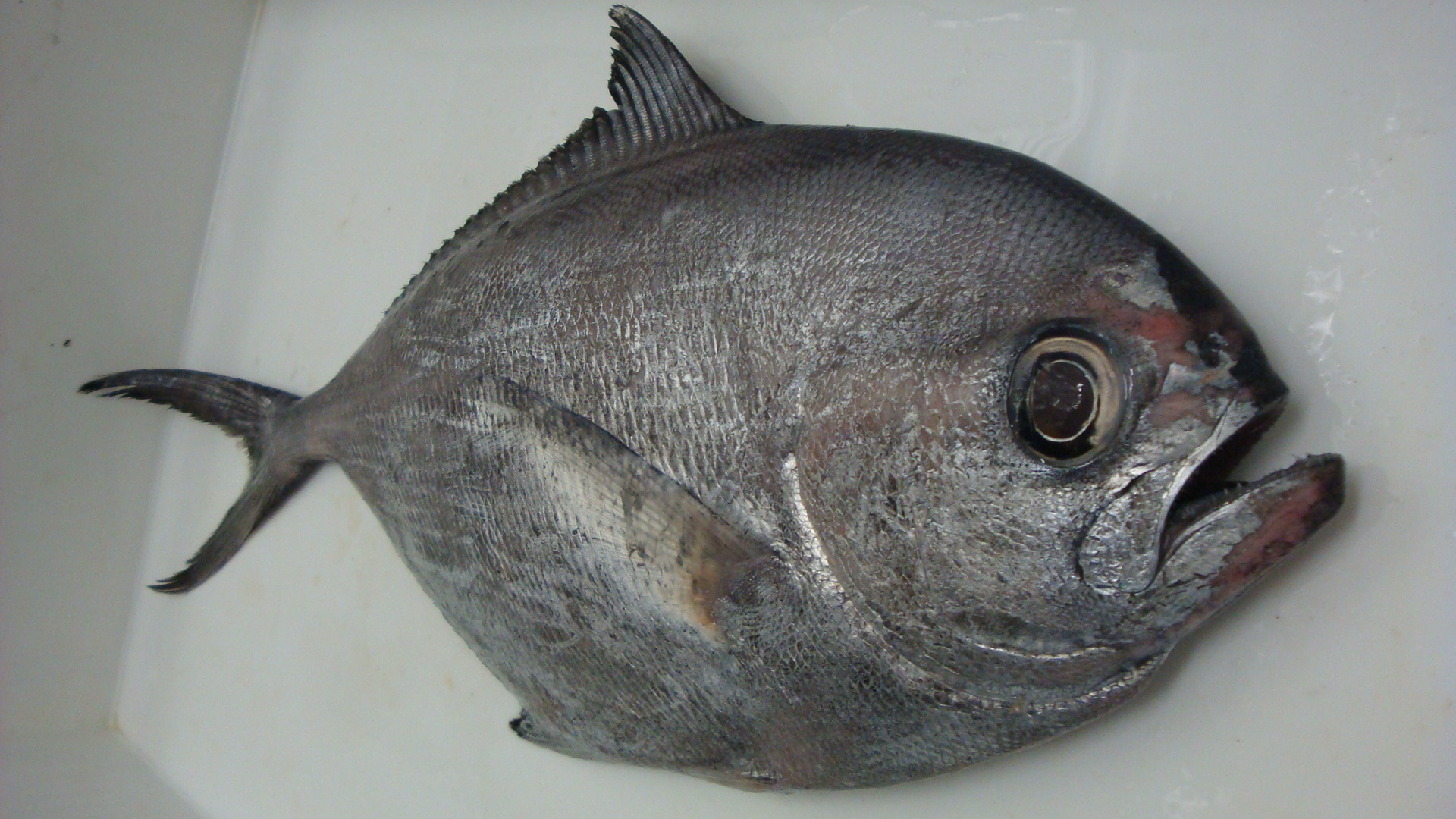
Grande castagnole (Brama brama) pêchée par un chalutier en mer du Nord le 03/01/2010 et ramenée au centre de découverte de la pêche en mer Mareis

## Référence
- Fishbase (en français)